# Sumokali
Sumokali is een bestuurslaag in het regentschap Sidoarjo van de provincie Oost-Java, Indonesië. Sumokali telt 5346 inwoners (volkstelling 2010).